# 가와지유모토역
가와지유모토역(일본어: 川治湯元駅)은 일본 도치기현 닛코시에 있는 야간 철도 아이즈키누가와 선의 역이다.

## 역사
- 1986년 10월 9일: 영업 개시.

## 역 구조
단선 승강장 1면 1선의 고가역이다. 역전 광장이 있다.
구내에는 "임시 매표소"가 있고 8시 30분부터 17시 00분까지 역 계원이 대응한다.
승차권 구입 범위는 야간 철도・도부 선 연락・아이즈 철도 연락 전역과 아이즈와카마쓰 역이다.

## 역 주변
역전 광장에 명예 역장과 그 상이 설치되어 있다.
- 기누강
- 국도 제121호선
- 후지와라 소방서 가와지 분소
- 가와지 우체국
- 가와지 온천
- 가와지 댐
- 이카리 댐

## 인접역
| 야간 철도 ■ 아이즈키누가와 선 | 야간 철도 ■ 아이즈키누가와 선          | 야간 철도 ■ 아이즈키누가와 선          |
| ----------------------------- | -------------------------------------- | -------------------------------------- |
| 가와지온센 신후지와라 방면    | □ 쾌속 "AIZU 마운트 익스프레스" ■ 보통 | 유니시가와온센 아이즈코겐오제구치 방면 |